# Teba
Teba er en by og kommune i det sydlige Spanien i provinsen Málaga. Den har et indbyggertal på 3.702 (2024) indbyggere.